# Функция блеска
Функция блеска — эмпирическое соотношение, определяющее распределение звёзд по видимой звёздной величине. Функция блеска {\displaystyle A\left(m\right)} определяется из соотношения:
{\displaystyle dN\left[m,m+dm\right]=A(m)dm}
{\displaystyle A(m)={\frac {dN}{dm}}}
Где {\displaystyle dN\left[m,m+dm\right]} — количество звёзд с видимыми звёздными величинами в заданном диапазоне {\displaystyle \left[m,m+dm\right]}, а {\displaystyle m} — заданная видимая звёздная величина.
Интегральная функция блеска — количество звёзд {\displaystyle N\left(m_{max}\right)}, имеющих видимые звёздные величины, не превосходящие заданную:
{\displaystyle N(m_{max})=\int _{-\infty }^{m_{max}}A(m)dm}